# Ringin (Batang Gansal)
Ringin is een bestuurslaag in het regentschap Indragiri Hulu van de provincie Riau, Indonesië. Ringin telt 2043 inwoners (volkstelling 2010).